# La farfalla assassina - Storia di una ninja
La farfalla assassina - Storia di una ninja (蝶獣戯譚?, Chōjuu gitan) è un manga storico di Yuka Nagate pubblicato da Nihon Bungeisha su Comic Bunch nel corso del 2010. 

## Trama
Giappone, anno 1635. Siamo all'inizio dell'Epoca Edo e dopo anni di guerre civili, il governo Tokugawa è pronto a tutto pur di tutelare la nuova pace. I ninja, il cui ruolo è stato così fondamentale in guerra durante il periodo Sengoku ora non servono più, e mentre i Jonin delle famiglie Iga e Koga sono stati assoldati come spie dallo shogunato, tutti gli altri shinobi sono ora privi di lavoro e costretti ad adattarsi alla vita comune. Tuttavia, non tutti tra loro riescono ad accettare la loro nuova condizione e molti scelgono per vivere la via del crimine. È per dare la caccia a questi che il governo ha assoldato i "cacciatori", anch'essi una volta shinobi, che agiscono tempestivamente per sgominare coloro che hanno "smarrito la via". La kunoichi Ocho è una di questi, e veste i panni della seducente cortigiana Kocho del quartiere del piacere Yoshiwara per dare la caccia nell'ombra agli shinobi smarriti.

## Personaggi
- Ocho: è la protagonista della storia, un'abile kunoichi che ha scelto di divenire cacciatrice di shinobi smarriti per conto del governo. Opera sotto copertura, al secolo infatti è nota come l'affascinante e gettonatissima cortigiana Kocho, che lavora nel quartiere a luci rosse dello Yoshiwara. Pone davanti a sé nient'altro che il proprio mestiere di cacciatrice, dovere a cui non viene meno nemmeno quando si tratta di giustiziare amici o ex-compagni d'arme che hanno smarrito la via. Sfrutta il suo secondo lavoro di prostituta e il suo fascino per portare a termine le missioni che le vengono affidate. Sotto l'apparenza cinica e freddamente ligia al dovere, Ocho nasconde sensibilità e desiderio di innocenza, ed è divenuta cacciatrice per motivazioni intimamente personali.
- Jinemon Shoji: detto informalmente dai suoi sottoposti "il paparino", è ufficialmente, il capo e fondatore del bordello autorizzato Yoshiwara ad Edo, che in realtà è anche un'organizzazione segreta della magistratura al fine di combattere i criminali. È il datore di lavoro di Ocho e anche colui che le affida le missioni. È un uomo rigido, severo e scorbutico, che tuttavia mostra di preoccuparsi, a modo suo, dei suoi dipendenti. Astuto e calcolatore, è anche del tutto privo di scrupoli e non esita a ricorrere ad espedienti diabolici per raggiungere i propri scopi.
- Raizo: cacciatore e aiutante di Ocho, che spesso affianca nelle missioni.
- Kichiza: agente della magistratura segreta e collaboratore di Ocho.
- Kagari: una povera ragazza orfana, proveniente dallo stesso villaggio di Ocho. Quest'ultima si prese cura di lei per un certo periodo quando era solo una bambina sola al mondo, iniziandola all'addestramento di shinobi. Da allora, Kegari fu sempre affezionatissima a Ocho, al punto di non perdonarle il fatto di averla abbandonata per diventare cacciatrice. Cercherà in ogni modo di riavvicinarsi a lei e di divenire anch'essa cacciatrice, scelta che la porterà ad un triste epilogo.
- Kazuma: ex-compagno di Ocho e anche suo primo amante, la tradì durante una missione decidendo di passare dalla parte degli "shinobi smarriti". È anche il vero motivo per cui Ocho è divenuta, in realtà, cacciatrice.

## Volumi
| Prima stagione (2 volumi)   | |                        |                  |                        |
| 1                           | 1º marzo 2012 | ISBN 978-4-84584-191-2 | 5 settembre 2015 | ISBN 978-88-6712-387-2 |
| 1                           | Capitoli - Prologo. Sotto una lama - 1. La farfalla del quartiere erotico - 2. Il canto crudele della neve leggera - 2.1. Parte uno - 2.2. Parte due - 2.3. Parte tre - 2.4. Parte quattro                                    |                        |                  |                        |
| 2                           | 1º marzo 2012 | ISBN 978-4-84584-192-9 | 30 gennaio 2016  | ISBN 978-88-6712-411-4 |
| 2                           | Capitoli - 3. Il rancore di una Yuna - 3.1. Parte uno - 3.2. Parte due - 3.3. Parte tre - 3.4. Parte quattro - 3.5. Parte cinque - 3.6. Parte sei - 3.7. Parte sette - 3.8. Parte otto - Storia finale. La storia delle ombre |                        |                  |                        |
| Seconda stagione (5 volumi) | |                        |                  |                        |
| 3                           | 1º aprile 2012 | ISBN 978-4-84584-193-6 | 14 ottobre 2016  | ISBN 978-88-6712-444-2 |
| 3                           | Capitoli - 4. Gli shinobi smarriti e i cacciatori - 5. Toya l'insanguinato - 5.1. Parte uno - 5.2. Parte due - 5.3. Parte tre - 6. Lo stratagemma dell'addio                                                                  |                        |                  |                        |
| 4                           | 1º maggio 2012 | ISBN 978-4-84584-194-3 | 21 aprile 2017   | ISBN 978-88-6712-499-2 |
| 4                           | Capitoli - 7. L'uomo dallo tsuba d'oro - 8. L'apostata - 9. Attacco e difesa di Yoshiwara - 9.1. Parte uno - 9.2. Parte due - 9.3. Parte tre                                                                                  |                        |                  |                        |
| 5                           | 30 gennaio 2013 | ISBN 978-4-84584-195-0 | 5 maggio 2017    | ISBN 978-88-6712-532-6 |
| 5                           | Capitoli - 9. Attacco e difesa di Yoshiwara - 9.4. Parte quattro - 9.5. Parte cinque - 9.6. Parte sei - 9.7. Parte sette - 10. Il martire                                                                                     |                        |                  |                        |
| 6                           | 27 febbraio 2013 | ISBN 978-4-84584-196-7 | 23 marzo 2019    | ISBN 978-88-6712-709-2 |
| 6                           | Capitoli - 11. Aria di tempesta - 12. L'uomo divenuto angelo - 13. La tana dei demoni - 14. Infiltrazione al castello di Edo - 14.1. Parte uno - 14.2 Parte due                                                               |                        |                  |                        |
| 7                           | 30 luglio 2013 | ISBN 978-4-84584-248-3 | 1º giugno 2019   | ISBN 978-88-6712-720-7 |
| 7                           | Capitoli - 15. Giorno di Ognissanti di sangue - 16. Fuga e poi Shiro Amakusa - 17. Vera natura - 18. Riunione inaspettata - Ultimo capitolo. Addio una seconda volta                                                          |                        |                  |                        |